# Luray (Francja)
Luray – miejscowość i gmina we Francji, w Regionie Centralnym, w departamencie Eure-et-Loir.
Według danych na rok 1990 gminę zamieszkiwało 1281 osób, a gęstość zaludnienia wynosiła 287 osób/km² (wśród 1842 gmin Regionu Centralnego Luray plasuje się na 308. miejscu pod względem liczby ludności, natomiast pod względem powierzchni na miejscu 1379.).